# Demetrio Bilbatúa
Demetrio Bilbatúa Rodríguez (Vigo, España, 17 de enero de 1935), conocido como Demetrio Bilbatúa, es un director de fotografía y director de documentales hispano-mexicano. Desarrolló casi toda su carrera profesional en México, y se nacionalizó en 1970, tras de un incidente en la frontera guatemalteca mientras acompañaba al presidente mexicano Gustavo Díaz Ordaz.

## Biografía
Nació en una familia socialista, y al comienzo de la Guerra Civil su padre, Demetrio, militante del PSOE en Vigo y compromisario para la elección del presidente de la República en mayo de 1936, y dos tíos, Antonio, diputado socialista por Pontevedra, y Luis, fueron fusilados en Vigo por los sublevados (los dos primeros el 27 de agosto y el otro el 14 de septiembre). Su tía, Margarita, pudo huir y exiliarse en Francia y posteriormente en México.
La madre de Demetrio llevó al niño y a su hermano Ángel y a su hermana María Luisa con unos familiares que vivían en La Coruña, donde pasó sus primeros años de vida y donde aprendió a leer y escribir en la escuela Concepción Arenal. A los nueve años de edad partió al exilio con su familia hacia México, donde forjó un intenso vínculo con la cinematografía. En 1954 se inicia en el cine mexicano al lado de su hermano Ángel y más adelante se asocia con Agustín Barrios Gómez y funda la empresa Producciones Barrios Gómez Bilbatúa. En la década de 1960 comienza a trabajar para Telesistema Mexicano (de Emilio Azcárraga, embrión de la posterior Televisa).
Director de fotografía, documentalista, director y productor, Demetrio Bilbatúa participó en muy diversos proyectos audiovisuales, muchas veces al servicio del gobierno mexicano. Cuenta con diversos reconocimientos mexicanos e internacionales a lo largo de su trayectoria profesional de más de 50 años. Su bagaje cinematográfico es inmenso, con más de 1000 documentales filmados en 35 mm.

## Reconocimientos
Es miembro honorario de la Academia Mexicana de Artes y Ciencias Cinematográficas. El X Festival de Cine Independiente de Orense, Off Cine, celebrado del 12 al 19 de noviembre de 2005 rindió homenaje a los hermanos Bilbatúa. En 2022, recibió el doctorado honoris causa por parte de la Universidad de Occidente (Sinaloa) de manos de la rectora Sylvia Paz Díaz Camacho.

## Obra

### Filmografía
La filmografía de Demetrio Bilbatúa es muy extensa. Aunque se desconoce el número exacto, numerosas fuentes hacen referencia a que son "más de mil". El propio cineasta menciona el número de 1,060 documentales. Para una filmografía detallada, véase el libro Demetrio Bilabtúa. Testigo de México, que incluye 589 cintas, con su título, descripción y año de realización. A continuación se mencionan algunos de sus cortometrajes documentales: 
| Año  | Título                                                     | Créditos                                     | Notas                                                                                            | Hipervínculo                                       |
| ---- | ---------------------------------------------------------- | -------------------------------------------- | ------------------------------------------------------------------------------------------------ | -------------------------------------------------- |
| 1967 | El triunfo de la razón                                     |                                              |                                                                                                  |                                                    |
| 1967 | III informe presidencial del licenciado Gustavo Díaz Ordaz | Director y Director de fotografía            |                                                                                                  |                                                    |
| 1967 | El mar de Cortés                                           |                                              |                                                                                                  |                                                    |
| 1968 | Ayer y hoy                                                 | Director de fotografía                       |                                                                                                  |                                                    |
| 1969 | Paz y libertad                                             | Director de fotografía                       |                                                                                                  |                                                    |
| 1969 | Plan Chontalpa                                             | Productor y Director                         |                                                                                                  |                                                    |
| 1969 | Alas de México                                             | Productor, Director y Director de fotografía |                                                                                                  |                                                    |
| 1970 | Ruta de la amistad                                         | Director de fotografía                       |                                                                                                  |                                                    |
| 1970 | Aquí México                                                |                                              |                                                                                                  |                                                    |
| 1970 | Descubra México: Quintana Roo                              | Director y Director de fotografía            |                                                                                                  |                                                    |
| 1976 | Desarrollo económico                                       | Director y Director de fotografía            |                                                                                                  |                                                    |
| 1980 | El Valle Sagrado del Urubamba                              | Codirector                                   | Ganador del Premio Ariel al mejor cortometraje educativo, científico o de divulgación artística. | https://www.youtube.com/watch?v=TCdadKLW99E&t=500s |

### Libros
- Galicia-México. Imaxe máxica, 2006, ISBN 978-84-8288-883-5.